# Jeph Howard
Jephrey Howard (ur. 4 stycznia 1979) – amerykański basista, członek grupy The Used. Używa formy imienia Jeph lub Jepha.
Howard rzucił szkołę średnia dla muzyki. W The Used pełnił także rolę wokalisty do przyjścia Berta McCrackena. Zaczął grać na basie w dzieciństwie twierdząc, że jeżeli jego najlepszy kolega gra na gitarze elektrycznej, to on musi grać na basie.